# Nordmøre
Nordmøre er den nordøstligste del af Møre og Romsdal fylke i Norge, som   består af kommunerne Aure, Averøy, Eide, Frei, Gjemnes, Halsa, Kristiansund, Rindal, Smøla, Sunndal, Surnadal og Tingvoll.
Nordmøre udgør sammen med Romsdal og Sunnmøre de tre tidligere fogderier som i dag udgør fylket Møre og Romsdal.
Dialekten i Nordmøre hører til den trøndske dialektgruppe af østnorske dialekter.
62°55′08″N 7°55′33″Ø / 62.9188°N 7.9259°Ø